# Michalīs Grīgoriou
Michalīs Grīgoriou (in greco Μιχάλης Γρηγορίου?; Atene, 19 dicembre 1973) è un allenatore di calcio ed ex calciatore greco, di ruolo difensore.

## Carriera

### Club
Dal 1992 al 1996 ha giocato nell'Ethnikos Pireo, mentre nella stagione 1996-1997 ha vestito la maglia dello Skoda Xanthī.

#### Nazionale
Tra il 1993 ed il 1994 ha giocato 2 partite amichevoli con la nazionale greca Under-21.

### Allenatore
Ha allenato in vari club greci, anche in prima divisione.